# Histoire de l'informatique en Union soviétique
 (janvier 2023).

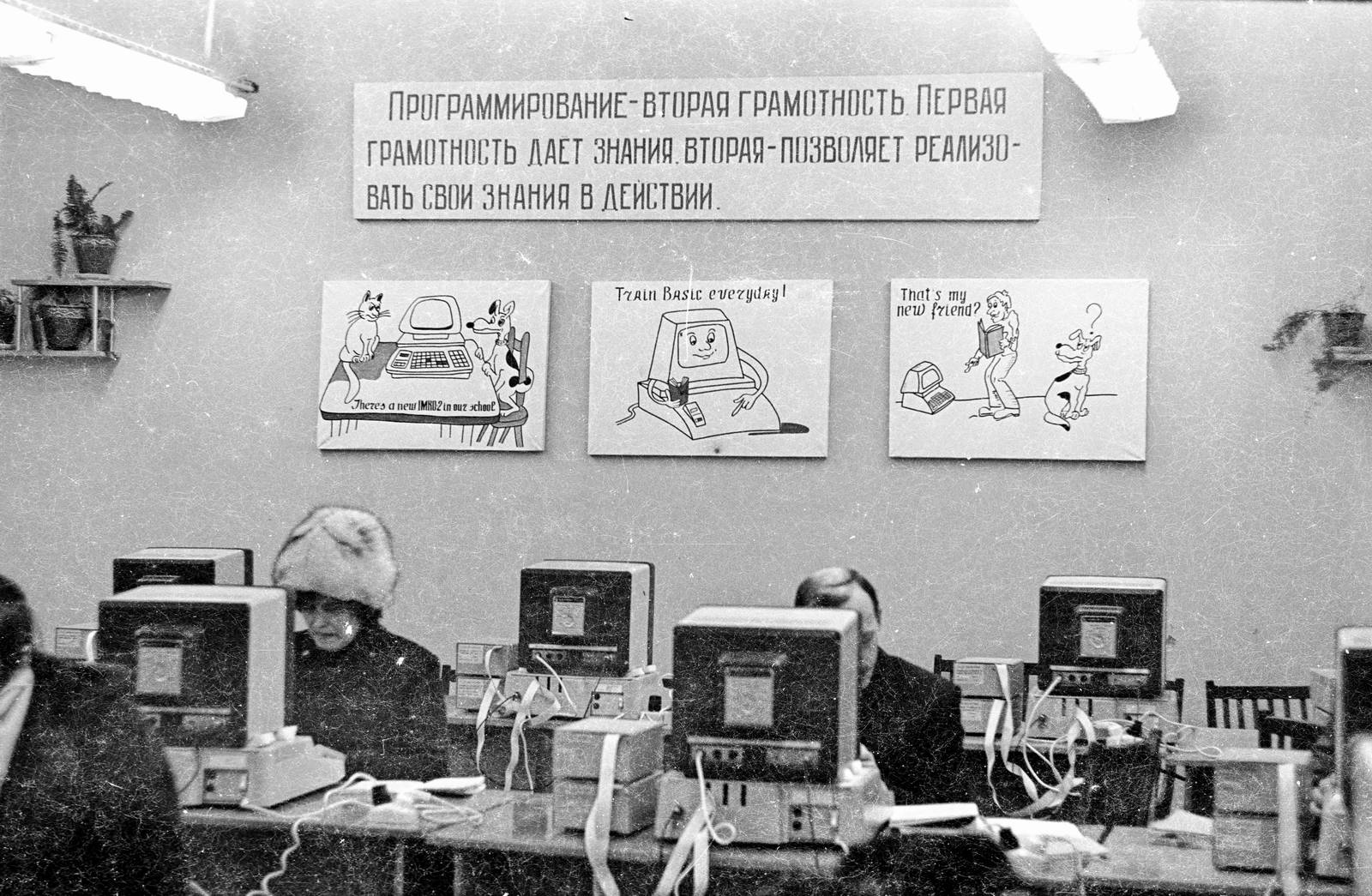
Cours d'informatique dans une école du village de Chkalovski en 1985-1986.

L'histoire de l'informatique en Union soviétique commence à la fin des années 1940, avec le développement de la MESM, une petite machine à calculer électronique, à l'Institut d'électrotechnologie de Kiev à Feofaniya. L'opposition idéologique initiale de l'URSS à la cybernétique est dépassée lors de l'ère Khrouchtchev, qui encourage le développement de l'informatique.
Au début des années 1970, la concurrence entre ministères plonge l'industrie informatique soviétique dans un état de sous-développement latent. Faute de normes communes pour les périphériques informatiques et en raison du manque de capacité de stockage numérique, la technologie de l'Union soviétique est considérablement en retard par rapport aux standards en vigueur à l'Ouest en matière de semi-conducteurs. L'Union soviétique décide finalement d'abandonner le développement de conceptions informatiques originales et encourage le clonage des systèmes américains ou européens préexistants (par exemple, la série de processeurs 1801 est abandonnée au profit du PDP-11 ISA au début des années 1980)[réf. souhaitée].
L'industrie soviétique est incapable de produire en masse des ordinateurs respectant des normes de qualité exigeantes, et les clones locaux de matériel américain ou européen ne sont pas fiables. À mesure que les ordinateurs personnels se répandent dans les usines et les bureaux à l'Ouest, le retard technologique de l'Union soviétique augmente.
Presque tous les fabricants d'ordinateurs soviétiques cessent leurs activités après la dislocation de l'URSS. Quelques entreprises survivent jusque dans les années 1990 mais en utilisant des composants étrangers et sans jamais atteindre de gros volumes de production.

## Histoire

### Sous Staline
En 1936, un ordinateur analogique connu sous le nom d'intégrateur d'eau est conçu par Vladimir Loukianov. Il s'agit alors du premier ordinateur au monde capable de résoudre des équations aux dérivées partielles.
L'Union soviétique commence à développer des ordinateurs après la Seconde Guerre mondiale. Un ordinateur électronique universellement programmable est conçu par une équipe de scientifiques dirigée par Sergeï Lebedev à l'Institut d'électrotechnologie de Kiev à Feofaniya. L'ordinateur, connu sous le nom de MESM, est opérationnel en 1950. Il est parfois décrit comme le premier ordinateur de ce type en Europe continentale, même si en réalité le Zuse Z4 allemand et le BARK suédois l'ont précédé. Les tubes électroniques du MESM sont obtenus auprès de fabricants de radio.
L'attitude des responsables soviétiques envers les ordinateurs est au moins sceptique si ce n'est hostile à l'époque stalinienne. Joseph Staline considère l'ordinateur comme un produit maléfique du capitalisme. La rhétorique officielle dépeint la cybernétique en URSS comme une tentative capitaliste de saper davantage les droits des travailleurs. L'hebdomadaire soviétique Literatournaïa Gazeta publie en 1950 un article fortement critique de Norbert Wiener et de son livre, Cybernetics: Or Control and Communication in the Animal and the Machine, décrivant Wiener comme l'un des « charlatans et obscurantistes que les capitalistes substituent aux véritables scientifiques ». Après la publication de l'article, son livre est retiré des bibliothèques de recherche soviétiques.
Le premier ordinateur mainframe, le BESM-1, est assemblé à Moscou à l'Institut Lebedev de mécanique de précision et de génie informatique. Les travaux soviétiques sur les ordinateurs sont rendus publics pour la première fois lors de la Conférence de Darmstadt en 1955.

### Sous Khrouchtchev

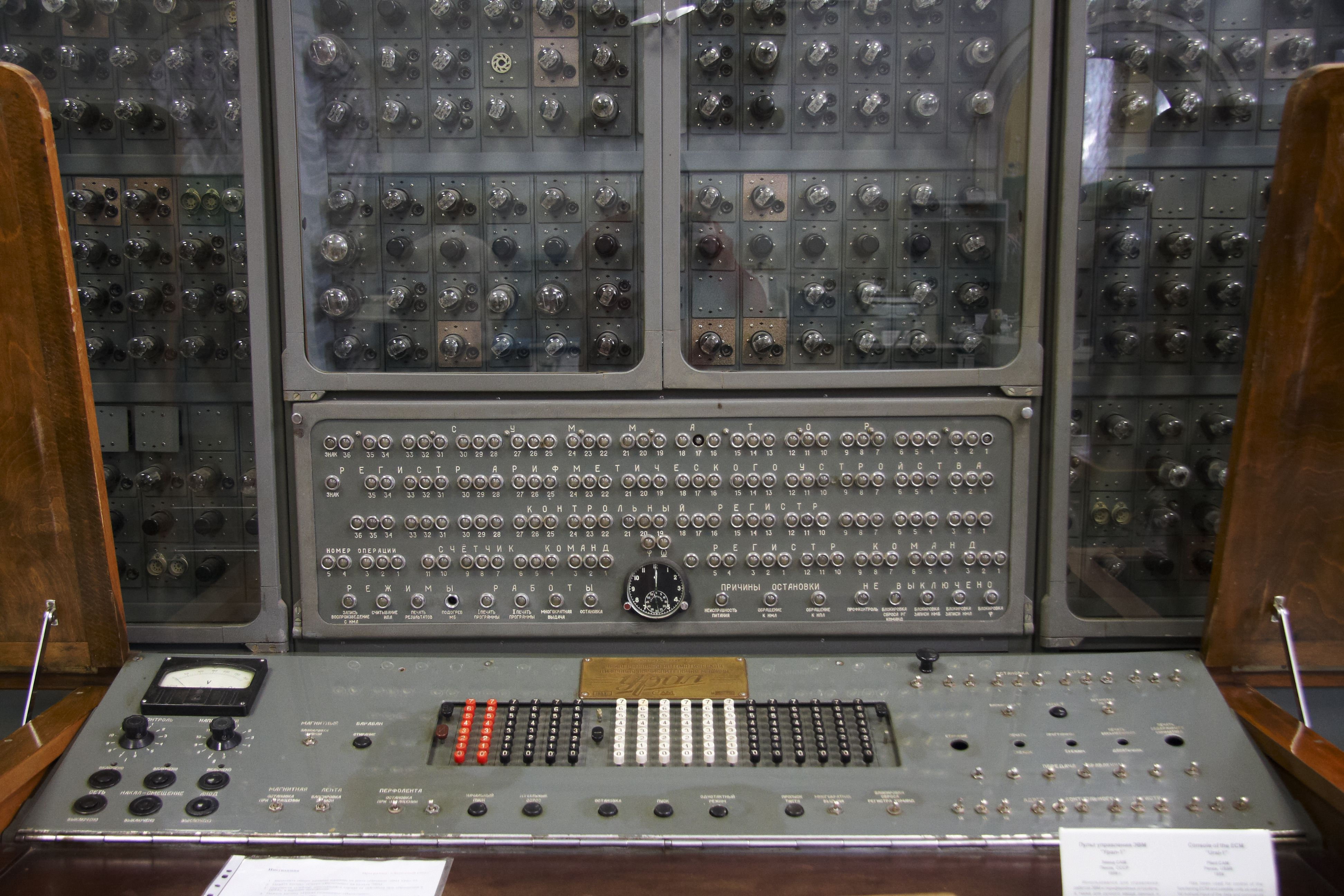
Unité de contrôle de l'ordinateur Oural-1, produit en 1956.

Comme aux États-Unis, les premiers ordinateurs soviétiques sont destinés aux calculs scientifiques et militaires. Les systèmes de traitement électronique des données font leurs débuts en URSS au milieu des années 1950 avec les systèmes Minsk et Oural, tous deux conçus par le ministère de la radio. Le ministère de la fabrication d'instruments entre également dans le domaine informatique avec le système ASVT, qui est fondé sur le PDP-8.
L'ordinateur Strela, mis en service en décembre 1956, effectue des calculs pour le premier vol spatial habité de Youri Gagarine,. Le Strela est conçu par le bureau SKB-245 du ministère de la fabrication d'instruments. Le concepteur en chef de Strela, reçoit le titre de héros du travail socialiste pour son travail sur le projet. Setun, un ordinateur ternaire expérimental, est conçu et fabriqué en 1959.
La présidence de Nikita Khrouchtchev, qui succède à Staline en 1953, entraîne un assouplissement idéologique et, en 1961, le gouvernement encourage la construction d'usines d'ordinateurs. Les ordinateurs Mir-1, Mir-2 et Mir-3 sont produits à l'Institut de cybernétique de Kiev dans les années 1960. Victor Glouchkov commence aussi ses travaux sur OGAS, un réseau informatique décentralisé et hiérarchique en temps réel, au début des années 1960, mais le projet n'est jamais achevé. Les usines soviétiques commencent à fabriquer des ordinateurs à transistors au cours des premières années de la décennie 1960.
À cette époque, ALGOL est le langage de programmation de référence dans les centres informatiques soviétiques. ALGOL 60 est utilisé avec des déclinaisons locales, notamment ALGAMS, MALGOL et Alpha. ALGOL reste le langage le plus répandu pour l'enseignement universitaire dans les années 1970.
Le MINSK-2 est un ordinateur numérique à état solide dont la production commence en 1962, et dont la Central Intelligence Agency tente d'obtenir un modèle. Le BESM-6, introduit en 1965, fonctionne à environ 800 instructions par seconde en test de performance, soit dix fois plus que tout autre ordinateur soviétique produit en série à l'époque, et une vitesse tout à fait comparable au CDC 3600 américain. De 1968 à 1987, 355 unités BESM-6 sont produites. Avec un pipeline d'instructions, un dispositif d'entrelacement de la mémoire et une mémoire virtuelle, le BESM-6 est très avancé pour l'époque. Il reste cependant moins connu que le MESM.
Le ministère de l'industrie électronique est créé en 1965, mettant fin à la primauté du ministère de la radio dans la production informatique. L'année suivante, l'Union soviétique conclut un accord de coopération avec la France pour partager la recherche dans le domaine informatique, après que les États-Unis empêchent la France d'acheter un ordinateur central CDC 6600. En 1967, un projet est lancé pour créer un ordinateur à usage général avec les autres pays du CACEM.
Soyouz 7K-L1 est le premier vaisseau spatial soviétique avec un ordinateur numérique embarqué, l'Argon-11S. La construction de l'Argon-11S est achevée en 1968 par l'Institut de recherche scientifique sur les machines électroniques. Selon Piers Bizony, le manque de puissance de calcul est un facteur important dans l'échec du programme lunaire habité soviétique.
Les ordinateurs étant considérés comme des biens stratégiques par les États-Unis, leur vente par les pays occidentaux à l'Union soviétique n'est généralement pas autorisée sans autorisation spéciale. À la suite de l'embargo CoCom, les entreprises des pays du bloc de l'Ouest ne peuvent pas exporter d'ordinateurs vers l'Union soviétique (ou les entretenir) sans une licence spéciale.
Même lorsque les ventes ne sont pas interdites par les politiques du CoCom, le gouvernement américain peut toujours demander aux pays d'Europe occidentale de s'abstenir d'exporter des ordinateurs au gré des enjeux diplomatiques du moment, comme pour protester contre l'arrestation de dissidents soviétiques. Les ventes de logiciels ne sont pas réglementées aussi strictement, car les décideurs occidentaux sont que les logiciels peuvent être copiés (ou passés en contrebande) beaucoup plus facilement.

### Sous Brejnev

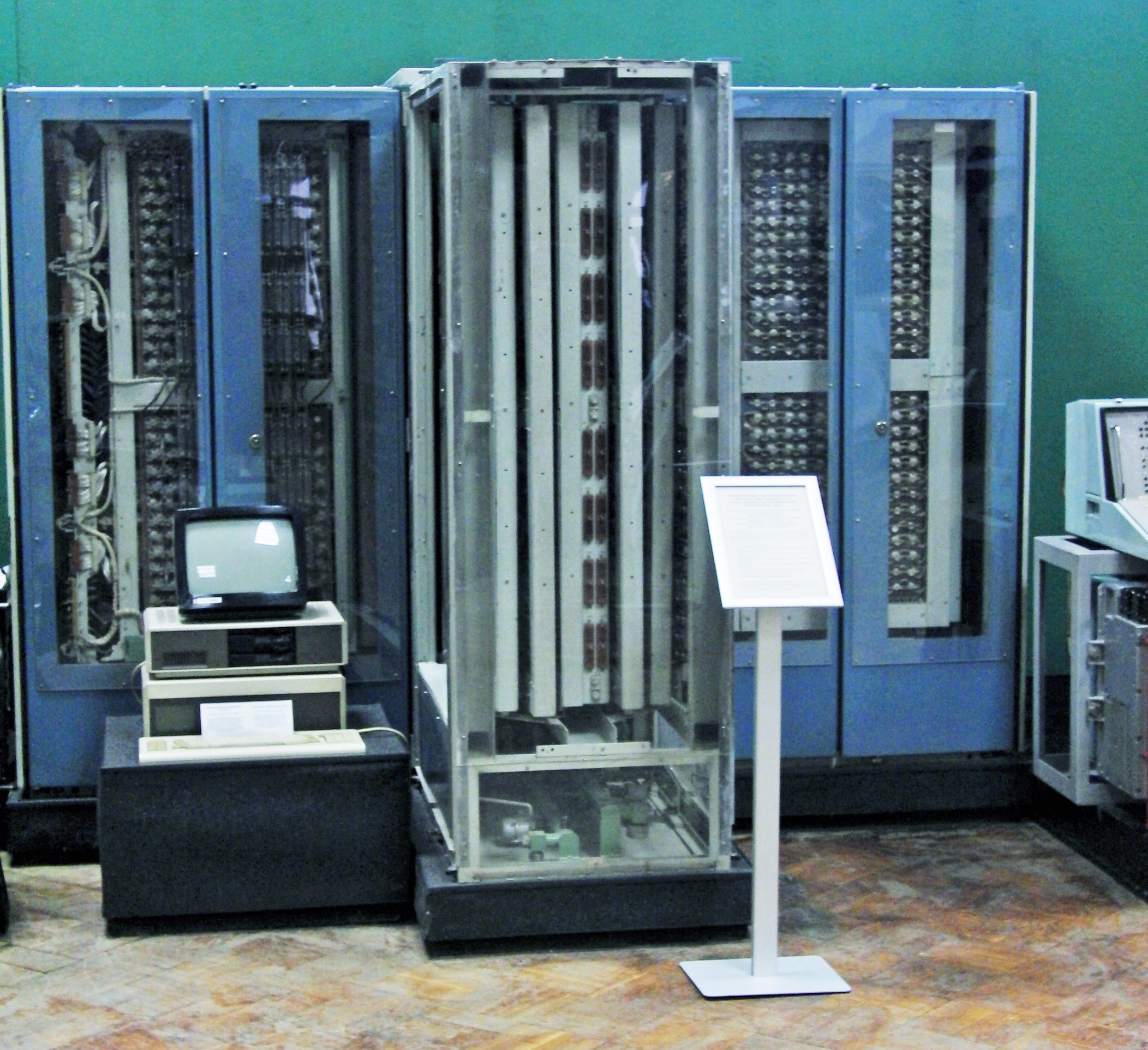
Ordinateur Elbrus au Musée Polytechnique de Moscou (2010).

Au début des années 1970, l'absence de normes en matière de périphériques provoque un retard technologique important par rapport aux producteurs occidentaux. Les limitations matérielles contraignent les programmeurs soviétiques à écrire des programmes en langage machine jusqu'au début des années 1970. Les utilisateurs doivent entretenir et réparer leur propre matériel ; les modifications locales rendent difficile (voire impossible) le partage de logiciels, même entre des machines similaires.
Selon le neuvième plan quinquennal (1971-1975), la production d'ordinateurs soviétiques doit être multipliée par 2,6 pour atteindre une base installée totale de 25 000[Quoi ?] en 1975, ce qui implique environ 7 000 ordinateurs en service en 1971. Le plan prévoit de produire en plus grande quantité le modèle Ryad reposant sur des circuits intégrés, même si le BESM reste le modèle le plus courant, l'ASVT étant encore rare. En rupture avec le stalinisme, le plan prévoit l'utilisation d'ordinateurs à des fins nationales telles que l'automatisation industrielle généralisée, l'économétrie et un réseau de planification centrale à l'échelle de l'État. Certains commentateurs de l'époque tels que l'américain Barry Boehm de RAND et le journaliste polonais Victor Zorza estiment que la technologie soviétique pourrait rattraper l'Occident avec des efforts intensifs comme dans le programme spatial soviétique. D'autres, comme l'économiste américain Marshall Goldman, pensent que cela est peu probable sans un système de concurrence capitaliste et sans les retours des utilisateurs[source secondaire nécessaire].
Au cours des années 1970, l'Union soviétique change de stratégie et met fin à la phase de croissance de son industrie locale, encourageant à la place le piratage des systèmes américains et européens[réf. souhaitée]. Une autre option, un partenariat avec la société britannique International Computers Limited, est envisagée mais finalement rejetée. Le mainframe ES EVM, lancé en 1971, est ouvertement inspiré du système IBM/360[réf. souhaitée]. La copie est possible, car même si l'implémentation du système IBM/360 est protégée par des brevets, IBM a publié une description de l'architecture matérielle du système (permettant la création d'implémentations concurrentes).
L'Académie des sciences de l'URSS, acteur majeur du développement  de l'informatique soviétique, ne peut pas rivaliser avec l'influence politique des ministères et se retrouve reléguée à un rôle de surveillance. La recherche et le développement du matériel sont confiés à des instituts de recherche rattachés aux ministères. Au début des années 1970, la technologie des puces devenant de plus en plus vitales pour la défense, Zelenograd devient le cœur de l'industrie soviétique des microprocesseurs ; des technologies étrangères y sont importées, légalement ou non.
Le neuvième plan quinquennal approuve une version réduite du projet OGAS antérieur et du réseau EGSVT, destiné à relier les échelons supérieurs des services de planification et des administrations. La mauvaise qualité des systèmes téléphoniques soviétiques empêche la transmission et l'accès aux données à distance. Le système téléphonique est à peine suffisant pour la communication vocale, et un chercheur occidental estime alors qu'il est peu probable qu'il puisse être amélioré de manière significative avant la fin du XXe siècle.
En 1973, Sergueï Lebedev démissionne de son poste de directeur de l'Institut de mécanique de précision et de génie informatique. Son remplaçant promeut le développement de la série d'ordinateurs Elbrus.
Dans un esprit de détente, en 1974, l'administration Nixon décide d'assouplir les restrictions à l'exportation de matériel informatique et porte la puissance de calcul autorisée à 32 millions de bits par seconde. En 1975, l'Union soviétique passe une commande auprès d'IBM pour la fourniture d'ordinateurs de contrôle de processus et de gestion pour sa nouvelle usine de camions Kamaz. Des systèmes IBM sont également achetés pour Intourist afin d'établir un système de réservation informatique avant les Jeux olympiques d'été de 1980[source secondaire nécessaire].

### Début des années 1980

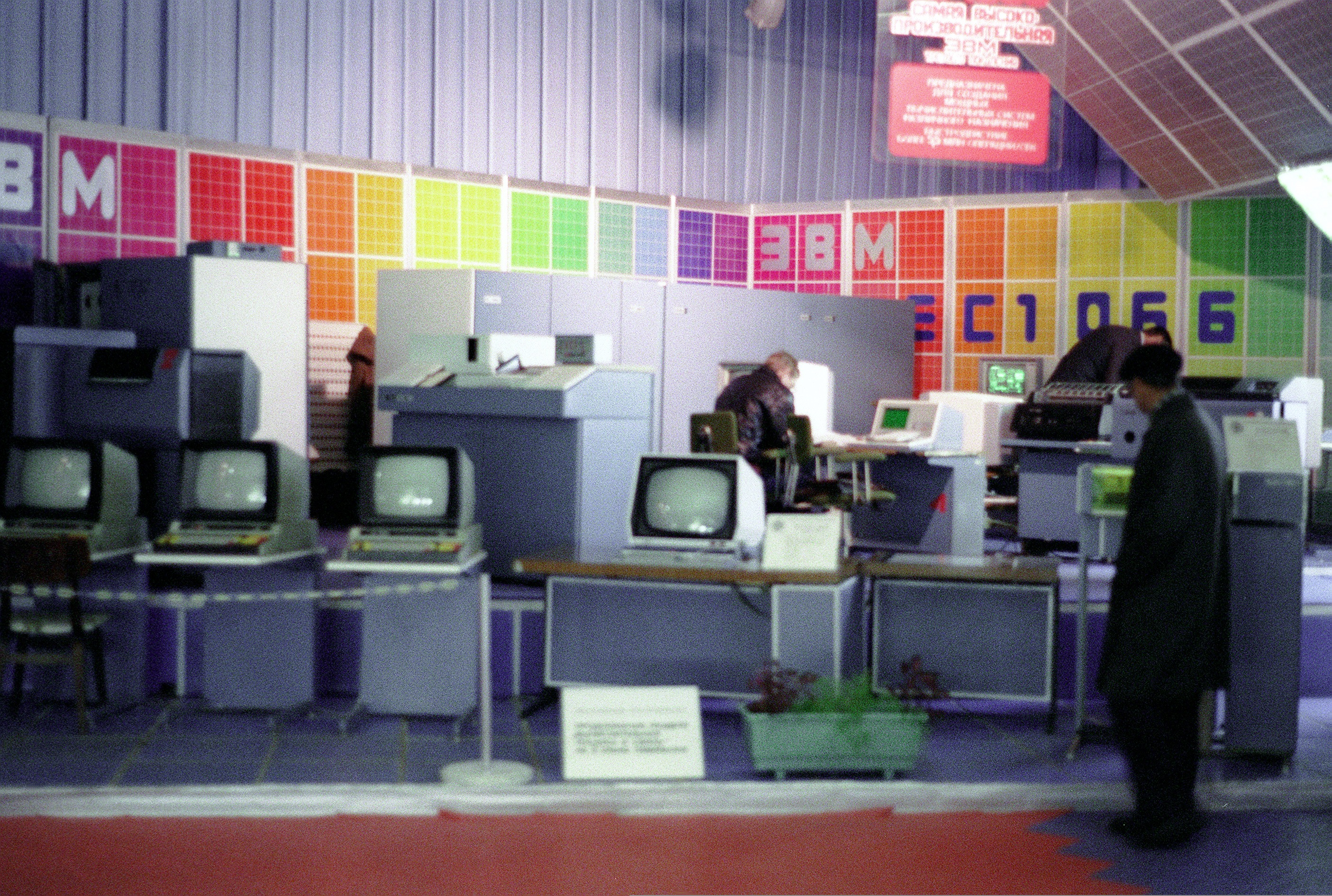
Ordinateurs soviétiques présentés à l'Exposition des réalisations de l'économie nationale en 1985.

L'industrie informatique soviétique continue de stagner dans les années 1980. Alors que les ordinateurs personnels se répandent dans les bureaux et les usines aux États-Unis et dans la plupart des pays occidentaux, l'Union soviétique n'arrive pas à suivre. En 1989, on dénombre plus de 200 000 ordinateurs dans le pays. En 1984, l'Union soviétique compte environ 300 000 programmeurs formés, mais ils n'ont pas assez d'équipement pour être productifs.
Même si le ministère de la radio est le principal fabricant d'ordinateurs soviétiques en 1980, la direction du ministère est très sceptique vis-à-vis du développement d'un prototype d'ordinateur personnel. L'année suivante, lorsque le gouvernement soviétique adopte une résolution pour développer la technologie des microprocesseurs, l'attitude du ministère change.
La propagation des systèmes informatiques dans les entreprises soviétiques se fait graduellement : un tiers des usines soviétiques de plus de 500 travailleurs ont accès à un ordinateur central en 1984 (mais à la même époque, près de 100 % des entreprises aux États-Unis en sont équipées). Le succès des gestionnaires soviétiques est mesuré en comparaison avec les objectifs du plan, et les ordinateurs rendent plus difficile la modification des calculs comptables pour atteindre artificiellement les objectifs. En conséquence, les entreprises dotées de systèmes informatiques paraissent moins performantes que les entreprises qui n'en ont pas, car elles ne peuvent pas falsifier leurs données, ou du moins plus difficilement.
Une communauté geek apparaît en Union soviétique au début des années 1980. En 1978, trois employés de l'Institut de construction de machines électroniques de Moscou créent un prototype d'ordinateur basé sur le nouveau microprocesseur KR580IK80 et le nomment Micro-80. Après avoir échoué à susciter l'intérêt des ministères, ils publient des schémas dans le magazine Radio et fabriquent le premier ordinateur soviétique bricolé. L'initiative est couronnée de succès (même si les puces nécessaires ne peuvent alors être achetées que sur le marché noir), ce qui conduit au Radio-86RK et à plusieurs autres projets informatiques indépendants.
Le piratage  est particulièrement courant parmi les logiciels, où les copies d'applications occidentales sont répandues. Les agences de renseignement américaines, ayant pris connaissance des efforts de piratage soviétiques, placent des bugs dans les logiciels copiés, ce qui entraîne par la suite des pannes catastrophiques dans les systèmes industriels. Un de ces bugs provoque une explosion dans un gazoduc sibérien en 1982, après que les réglages de la pompe et de la vanne sont modifiés pour produire des pressions bien au-delà de la tolérance des joints et des soudures de la structure. L'explosion ne fait aucune victime, mais cause d'importants dégâts économiques. 
En juillet 1984, les sanctions du COCOM interdisant l'exportation d'un certain nombre d'ordinateurs de bureau courants vers l'Union soviétique sont levées ; dans le même temps, la vente de gros ordinateurs est davantage restreinte. En 1985, l'Union soviétique achète plus de 10 000 ordinateurs MSX à Nippon Gakki.
L'état du calcul scientifique est particulièrement arriéré, la CIA commentant que « pour les Soviétiques, l'acquisition d'un seul supercalculateur occidental procurerait une augmentation de 10% à 100% de la puissance totale de calcul scientifique ».

### Perestroïka

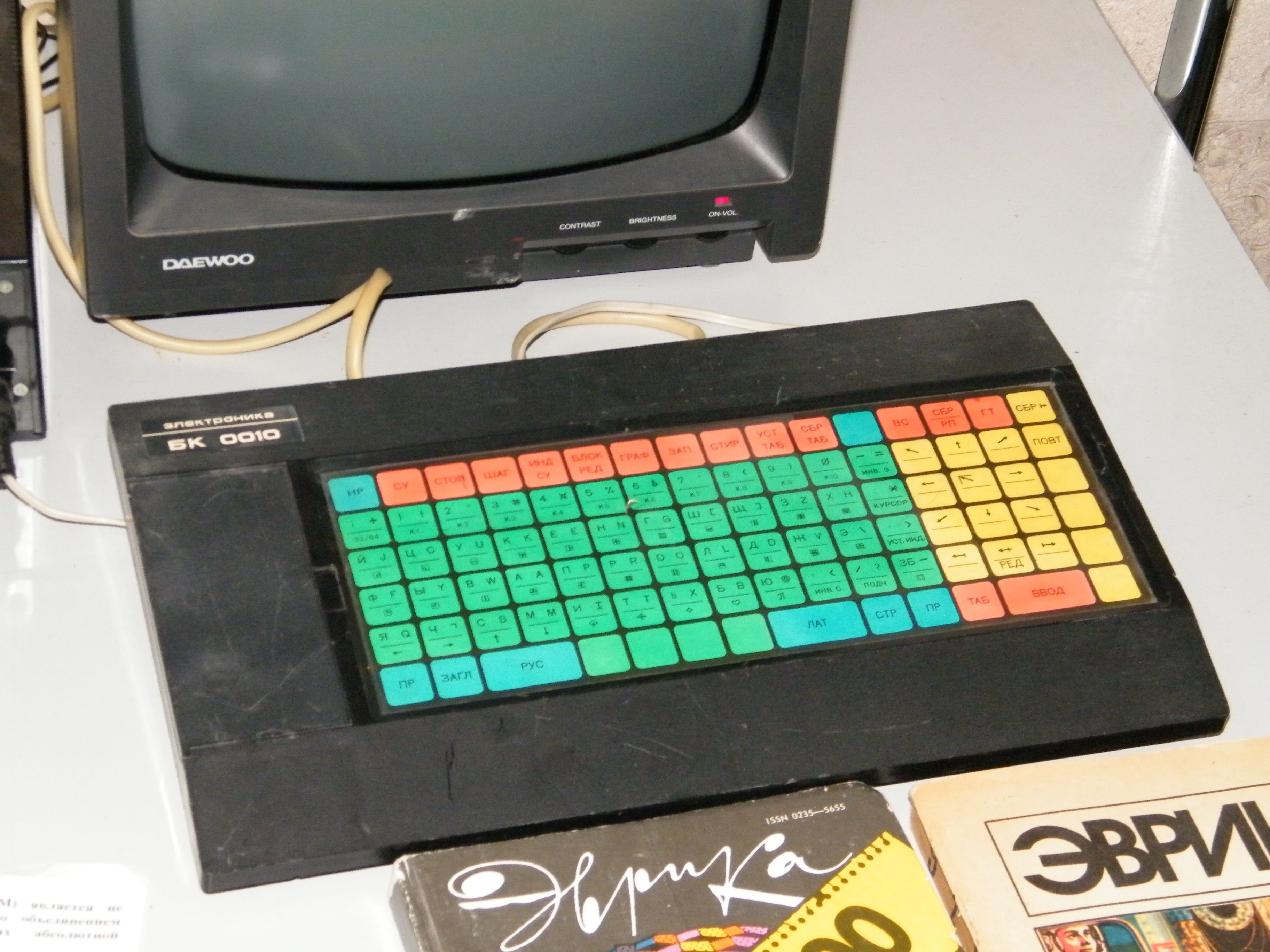
Le BK-0010, l'ordinateur domestique soviétique le plus produit.

Un programme visant à développer l'alphabétisme informatique dans les écoles soviétiques est lancé par Mikhaïl Gorbatchev après son arrivée au pouvoir en 1985. Cette année-là, l'Elektronika BK-0010 est le premier ordinateur personnel soviétique couramment utilisé dans les écoles et en tant que produit de consommation. C'est le seul ordinateur personnel soviétique à être fabriqué à plus de quelques milliers d'unités. 
Entre 1986 et 1988, les écoles soviétiques reçoivent 87 808 ordinateurs sur les 111 000 prévus. Environ 60 000 sont des BK-0010, faisant partie des systèmes informatiques KUVT-86.
Même si les clones soviétiques accusent un certain retard par rapport à leurs homologues occidentaux en termes de performances, leur principal problème est généralement une fiabilité médiocre. L'Agat, un clone d'Apple II, est particulièrement sujet à l'échec ; les disques lus par un système peuvent être illisibles par d'autres. Un numéro d'août 1985 de la Pravda rapporte : « Il y a des plaintes concernant la qualité et la fiabilité des ordinateurs »[source secondaire nécessaire]. L'Agat est finalement abandonné en raison de problèmes d'approvisionnement en composants, tels que des lecteurs de disque.
Le Vector-06C, sorti en 1986, est réputé pour ses capacités graphiques relativement avancées. Le Vector peut afficher jusqu'à 256 couleurs alors que le BK-0010 n'avait que quatre couleurs codées en dur, sans palettes.
En 1987, il est révélé que Kongsberg Gruppen et Toshiba ont vendu des fraiseuses CNC à l'Union soviétique en violation des règles du COCOM, dans ce qui devient l'affaire Toshiba-Kongsberg. Le président de Toshiba démissionne et l'entreprise est menacée d'une interdiction d'accès de cinq ans sur le marché américain.
L'adoption de la loi sur les coopératives en mai 1987 entraîne une prolifération rapide d'entreprises commercialisant des ordinateurs et des composants matériels. De nombreuses coopératives de logiciels sont créées, employant jusqu'à un cinquième de tous les programmeurs soviétiques en 1988. La coopérative Tekhnika, créée par Artyom Tarasov, réussit à vendre ses propres logiciels à des agences étatiques dont Gossnab.
Des ordinateurs de fabrication soviétique compatibles PC sont introduits à la fin des années 1980, mais leur coût trop élevé les met hors de portée des ménages soviétiques. Le Poisk, sorti en 1989, est l'ordinateur soviétique compatible PC le plus répandu. En raison de difficultés de production, aucun modèle d'ordinateur personnel n'est jamais produit en série.
Alors que les embargos technologiques sont assouplis à la fin de l'ère de la perestroïka, les Soviétiques adoptent de plus en plus de systèmes étrangers. 
En 1989, l'Institut de technologie thermique de Moscou acquiert 70 à 100 IBM PC XT et AT avec des microprocesseurs 8086. La mauvaise qualité des produits locaux conduit le pays à importer plus de 50 000 ordinateurs personnels de Taiwan en 1989.
Des accords d'importation de plus en plus importants sont signés avec des fabricants occidentaux mais, à mesure que l'économie soviétique s'effondrait, les entreprises ont eu du mal à obtenir des devises fortes pour les payer et les accords furent reportés ou annulés.Control Data Corporation aurait accepté de troquer des ordinateurs contre des cartes de Noël soviétiques.
Des groupes de défense des droits de l'homme en Occident font pression sur le gouvernement soviétique pour qu'il accorde des visas de sortie à tous les experts en informatique qui souhaitent émigrer. Les autorités soviétiques finissent par s'y conformer, entraînant un départ massif de personnels du domaine informatique.

### Années 1990 et postérité
En août 1990, RELCOM (un réseau informatique UUCP fonctionnant sur des lignes téléphoniques) est créé. Le réseau se connecte à EUnet via Helsinki, permettant l'accès à Usenet. À la fin de 1991, il compte environ 20 000 utilisateur. En septembre 1990, le domaine .su (pour Soviet Union) est créé.
Au début de 1991, l'Union soviétique est sur le point de s'effondrer ; les commandes d'approvisionnement sont annulées en masse et les produits semi-finis des usines informatiques sont jetés car la panne du système d'approvisionnement centralisé rend impossible leur achèvement. La grande usine informatique de Minsk tente de survivre à cette nouvelle situation en passant à la production de lustres. Les restrictions occidentales à l'exportation de matériel informatique civil sont levées en mai 1991. Bien que cela permette techniquement aux Soviétiques d'exporter des ordinateurs vers l'Occident, leur retard technologique ne leur donne pas de marché là-bas. La nouvelle de la tentative de coup d'État soviétique d'août 1991 est diffusée aux groupes Usenet via Relcom.
Avec la chute de l'Union soviétique, de nombreux développeurs et ingénieurs informatiques soviétiques de premier plan (dont le futur architecte des processeurs Intel, Vladimir Pentkovski) partent à l'étranger. Les grandes entreprises et usines qui fabriquent des ordinateurs pour l'armée soviétique cessent tout simplement d'exister. Les quelques ordinateurs fabriqués dans les pays post-soviétiques au début des années 1990 sont destinés au marché grand public et assemblés presque exclusivement avec des composants étrangers. Aucun de ces ordinateurs n'a de grands volumes de production.
Les ordinateurs soviétiques restent couramment utilisés en Russie jusqu'au milieu des années 1990. Les consommateurs russes post-soviétiques préfèrent par la suite acheter des ordinateurs fabriqués en Occident, en raison de leur qualité perçue comme supérieure.

## Bilan
Les logiciels et le matériel informatique soviétiques sont souvent à égalité avec ce qui peut se faire à l'Ouest en matière de conception, mais l'incapacité persistante du pays à améliorer la qualité de la fabrication l'empêche de tirer parti des avancées théoriques. Le contrôle qualité, en particulier, est une faiblesse majeure de l'industrie informatique soviétique.
La décision d'abandonner le développement local au début des années 1970, plutôt que de combler l'écart avec la technologie occidentale, est considérée comme un autre facteur qui a poussé l'industrie informatique soviétique à prendre encore plus de retard[réf. souhaitée]. Selon Vlad Strukov, cette décision a détruit l'industrie informatique nationale. L'industrie du logiciel a suivi une voie similaire, les programmeurs soviétiques se concentrant sur la duplication des systèmes d'exploitation occidentaux (dont DOS/360 et CP/M). Selon Boris Babayan, cette décision est coûteuse en temps et en ressources ; les scientifiques soviétiques ont dû étudier des logiciels occidentaux obsolètes, puis les réécrire, souvent dans leur intégralité, pour les faire fonctionner avec des équipements soviétiques.
Valery Shilov considère ce point de vue comme subjectif et nostalgique. Rejetant l'idée d'un "âge d'or" du matériel informatique soviétique, il fait valoir qu'à l'exception de quelques réalisations de classe mondiale, les ordinateurs soviétiques ont toujours été loin derrière leurs équivalents occidentaux (même avant le clonage à grande échelle). Les pays fabricants d'ordinateurs comme le Japon ont également basé leurs premiers ordinateurs sur des conceptions occidentales, mais bénéficient d'un accès illimité à la technologie et aux équipements de fabrication étrangers. Ils ont également concentré leur production sur le marché grand public (plutôt que sur les applications militaires), ce qui leur a permis de réaliser de meilleures économies d'échelle. Contrairement aux fabricants soviétiques, ils ont acquis de l'expérience dans la commercialisation de leurs produits auprès des consommateurs. 
Le piratage de logiciels occidentaux tels que WordStar, SuperCalc et dBase est endémique en Union soviétique, une situation attribuée à l'incapacité de l'industrie nationale du logiciel à répondre à la demande d'applications de haute qualité. Les logiciels ne sont pas partagés aussi couramment ou facilement qu'en Occident, laissant les utilisateurs scientifiques soviétiques fortement dépendants des applications disponibles dans leurs institutions. Le Comité d'État pour l'informatique et l'informatique estime que sur 700 000 programmes informatiques développés en 1986, seuls 8 000 sont officiellement enregistrés et seuls 500 sont jugés suffisamment bons pour être distribués en tant que systèmes de production. Selon les chercheurs de l'Institut Hudson, Richard W. Judy et Robert W. Clough, la situation de l'industrie soviétique du logiciel est telle qu'« elle ne mérite pas d'être qualifiée d'industrie ».
L'Union soviétique, contrairement aux pays qui s'industrialisent à la même période, tels que Taïwan et la Corée du Sud, n'a pas mis en place une industrie informatique durable. Robert W. Strayer a attribué cet échec aux lacunes de l'économie dirigée soviétique, où les ministères en situation de monopole contrôlent étroitement les activités des usines et des entreprises. Trois ministères (le ministère de la fabrication d'instruments, le ministère de la radio et le ministère de l'industrie électronique) sont responsables du développement et de la fabrication du matériel informatique. Ils ont peu de ressources et leurs responsabilités se chevauchent. Au lieu de mettre en commun les ressources et de partager le développement, ils sont enfermés dans des conflits et des rivalités et manœuvrent pour obtenir de l'argent et de l'influence.
Le milieu universitaire soviétique a néanmoins apporté des contributions notables à l'informatique, comme l'article de Leonid Khatchian sur les algorithmes polynomiaux dans la programmation linéaire. L'Elbrus -1, développé en 1978, implémente un processeur à exécution dans le désordre avec renommage de registre et exécution spéculative ; selon Keith Diefendorff, il a près de 15 ans d'avance sur les processeurs superscalaires occidentaux.

## Chronologie
- 1950 : Le MESM, le premier ordinateur électronique universellement programmable de l'Union soviétique, devient opérationnel[93].
- 1959 : Setun, un ordinateur ternaire expérimental, est conçu et fabriqué[16].
- 1965 : Le ministère de l'industrie électronique est créé, mettant fin à la primauté du ministère de la radio dans la production informatique[11].
- 1971 : Le mainframe ES EVM, basé sur le système IBM/360, est lancé.
- 1974 : NPO Tsentrprogrammsistem (Центрпрограммсистем) est créé sous l'égide du ministère de la fabrication d'instruments pour agir en tant que distributeur centralisé de logiciels[94].
- 1975 : Le Comité d'État sur les inventions et la découverte décide que les programmes informatiques ne peuvent pas être protégés par la loi soviétique sur les inventions[95].
- 1982 : La machine à échecs Belle est saisie par le service des douanes des États-Unis avant qu'elle ne puisse atteindre une exposition d'échecs à Moscou, car ils pensent qu'elle pourrait être utile à l'armée soviétique[96].
- 1984 : Le jeu vidéo populaire Tetris est inventé par Alexey Pajitnov[97].
- 1988 : Le premier virus informatique de l'Union soviétique, connu sous le nom de DOS-62, est détecté à l'Institut des systèmes de programmation de l'Académie soviétique des sciences[98].
- 1990 : RELCOM (un réseau informatique UUCP fonctionnant sur des lignes téléphoniques) est établi[74].
- 1991 : L'Union soviétique est dissoute[99].